# Dispositivo medico
Un dispositivo medico è uno strumento, parte della tecnologia medica, utilizzato in medicina per finalità diagnostiche e/o terapeutiche.
Spesso sono oggetto di specifica disciplina normativa, in quanto sistema critico, che può variare da paese a paese.

## Caratteristiche

### Dispositivi medici attivi
La maggior parte dei dispositivi medici per scopi di diagnosi e cura sono detti attivi, perché in tal caso per funzionare essi necessitano di una qualche forma di energia, diversa da quella generata direttamente dal corpo umano o dalla gravità, ed agisce convertendo tale energia nelle modalità utili al suo principio di funzionamento.
Sono ad esempio dispositivi attivi la tomografia assiale computerizzata (TAC), il laser, i dispositivi per elettroanalgesia.

### Sicurezza
I dispositivi medici, al pari dei farmaci, prima di essere immessi in commercio devono poter dimostrare la loro sicurezza e la loro efficacia nel campo di azione previsto mediante studi clinici svolti presso strutture idonee ed autorizzate allo scopo.
Non sono necessari nuovi studi clinici quando il dispositivo non introduca nessuna variazione funzionale ed in termini di prestazioni e sicurezza rispetto a tecnologie già autorizzate di cui è disponibile la letteratura scientifica di riferimento.
Un dispositivo medico si riconosce con facilità perché rispetta le normative di riferimento, deve quindi essere collegato obbligatoriamente a letteratura scientifica e studi clinici coerenti con le disposizioni sanitarie in materia, deve poter esibire certificazioni a norma di legge, come assicurare la possibilità di verifica trasparente sulle certificazioni rilasciate dagli organismi notificati.

## Disciplina normativa

### Unione Europea
Inizialmente le direttive comunitarie disciplinavano, separatamente, tre categorie di dispositivi medici: Direttiva 90/385/CEE sui dispositivi medici impiantabili attivi; Direttiva 93/42/CEE sui dispositivi medici (in genere); Direttiva 98/79/CE; sui dispositivi diagnostici in vitro.
I dispositivi medici erano raggruppati, in funzione della loro complessità e del potenziale rischio per il paziente, in quattro classi: I, IIa, IIb, III. La classe I ha un'incidenza di diffusione minima, e comprende solo dispositivi non attivi. Esistevano inoltre alcune categorie di dispositivi che sono oggetto di regole speciali di classificazione. Ad un dispositivo che richiede l'applicazione di più regole, la normativa prevedeva di scegliere per la classificazione quelle che determinano la categoria più elevata di appartenenza.
Il 5 aprile 2017 l'Unione Europea ha emesso il Regolamento UE 2017/745 chiamato comunemente MDR (Medical Devices Regulation) che abroga le direttive 90/385 e 93/42 con scadenza al 26 maggio 2020. Ad aprile 2020 a seguito dell'emergenza sanitaria COVID-19 l'Unione Europea ha deciso di posticipare la scadenza al 26 maggio 2021.

#### Marcatura CE
In generale un dispositivo medico in utilizzo in un paese membro dell'Unione europea deve sempre esibire la marcatura CE, con la chiara indicazione del numero dell'organismo notificato che l'ha rilasciata. Questo permette la verifica presso l'organismo notificato delle effettive caratteristiche per cui il dispositivo ha ricevuto autorizzazione in ambito sanitario, e se la marcatura è autentica e coerente con la dichiarazione d'uso pubblicizzata del fabbricante. Alcune strutture private rilasciano certificazioni di pre-verifica alla conformità, ma non hanno nessun valore sanitario. Una marcatura CE che copre la sola parte elettrica non ha alcun valore sanitario, e non qualifica il dispositivo come medico.
La marcatura CE segnala l'idoneità del dispositivo medico per l'immissione in commercio. Essa è obbligatoria ai sensi della direttiva CEE 93/42 sui dispositivi medici.
Solo la classe I prevede l'autocertificazione, ma in pratica nessun dispositivo medico con finalità di diagnosi e cura rientra in classe I ed è riconoscibile dalla semplice marcatura CE. Per tutte le altre classi è necessario il rilascio di apposita certificazione, che prevede la verifica di tutte le procedure necessarie da parte di un organismo notificato. L'organismo notificato è un organismo autorizzato dalle autorità competenti dei vari Stati dell'Unione europea e designati ad espletare le procedure di certificazione.
In genere lo stesso organismo notificato esegue le procedure di controllo ordinario e straordinario per il mantenimento della certificazione. Nel caso in cui il marchio CE sia accompagnato da un numero di quattro cifre, si intende che il DM è certificato da un organismo notificato, identificato dal numero corrispondente.
L'allegato XI della direttiva impone che gli organismi notificati svolgano le operazioni di valutazione e di verifica con la massima competenza richiesta nel settore dei dispositivi medici. Ciò implica la presenza in organico, in quantità sufficiente, di personale scientifico dotato dell'esperienza e delle competenze adeguate per valutare la funzionalità e le prestazioni dei dispositivi per i quali l'organismo è stato notificato. L'evidenza relativa al grado di istruzione, alla competenza e alla conoscenza tecnicapuò essere regolamentata per legge.

#### Italia
Secondo la definizione contenuta nel decreto legislativo 24 febbraio 1997, n. 46 ("Attuazione della direttiva 93/42/CEE, concernente i dispositivi medici)", un dispositivo medico è
Rientrano quindi in tale definizione gli strumenti concepiti a scopo di:
- diagnosi, prevenzione, controllo, terapia, o attenuazione di una malattia;
- diagnosi, controllo, terapia, attenuazione o compensazione di una ferita o di un handicap;
- studio, sostituzione o modifica dell'anatomia o di un processo fisiologico;
- intervento sul concepimento".[4]

Un dispositivo medico non deve esercitare la sua "azione principale nel o sul corpo umano con mezzi farmacologici o immunologici, né mediante processo metabolico".
L'italia ha inoltre recepito altre direttive europee in materia:
- Decreto legislativo 14 dicembre 1992 n. 507, di recepimento della direttiva 90/385/CEE sui dispositivi medici impiantabili attivi;
- Decreto legislativo 8 settembre 2000 n.332, di recepimento della direttiva 98/79/CE sui dispositivi diagnostici in vitro.

In Italia la progettazione e le attività di sviluppo correlate ai dispositivi medici sono professioni regolamentate dal D.P.R. 5 giugno 2001, n. 328 (G.U. 17 agosto 2001, n. 190, S.O.)
Art. 46. Attività professionali:
1. Le attività professionali che formano oggetto della professione di ingegnere sono così ripartite tra i settori di cui all'articolo 45, comma 1:
a) ... omissis ...
b) per il settore «ingegneria industriale»: pianificazione, la progettazione, lo sviluppo, la direzione lavori, la stima, il collaudo, la gestione, la valutazione di impatto ambientale'
- di macchine, impianti industriali,
- di impianti per la produzione, trasformazione e la distribuzione dell'energia,
- di sistemi e processi industriali e tecnologici,
- di apparati e di strumentazioni per la diagnostica e per la terapia medico-chirurgica

##### Banca dati dei dispositivi medici
L'elenco dei dispositivi medici e dispositivi medici impiantabili attivi notificati nel sistema "Banca dati dei dispositivi medici" è disponibile al pubblico per agevolare la diffusione e l'utilizzo del numero di iscrizione nella banca dati istituita ai sensi del Decreto del Ministro della salute 21 dicembre 2009.
La consultazione pubblica è disponibile in due modalità diverse. È infatti possibile interrogare direttamente la banca dati attraverso l'impostazione di semplici criteri di ricerca oppure scaricare l'intero data set in modalità "Dati aperti". Con Dati aperti, comunemente chiamati con il termine inglese Open Data anche nel contesto italiano, si fa riferimento ad una filosofia, che è al tempo stesso una pratica, in base alla quale alcune tipologie di dati sono rese liberamente accessibili a tutti, senza restrizioni di copyright, brevetti o altre forme di controllo che ne limitino la riproduzione.

## Pseudo-dispositivi medici
Esistono fabbricanti di apparecchiature che sono apparentemente dispositivi medici, ma non rispettano nessuna delle regole fondamentali previste dalle normative in termini di verifica di efficacia e sicurezza. Per questa ragione non dispongono delle autorizzazioni necessarie per essere riconosciuti come dispositivi medici, anche se la pubblicità lascia intendere questo.
Queste apparecchiature sono destinate prevalentemente al mercato della cosiddetta "medicina alternativa", e di fatto realizzano pseudo-dispositivi medici, che in alcuni casi sono realmente pericolosi per la salute umana. A titolo di esempio, un apparecchio che viene venduto per diagnosi precoce del cancro o di altre gravi malattie, e non ha nessuna possibilità di fare realmente questa diagnosi, impedisce una corretta diagnosi precoce, che invece spesso avrebbe potuto salvare la vita della persona interessata.
Di solito queste apparecchiature vengono commercializzate utilizzando un linguaggio apparentemente scientifico, che si richiama a interpretazioni grossolane delle leggi della fisica, specie quella quantistica, od altre problematiche della scienza che pur essendo reali sono presentate in maniera confusa, oppure a veri dispositivi medici, allo scopo di rendere più "credibile" e vendibile il prodotto in questione.
Questo genere di comunicazione utilizza un linguaggio "pseudoscientifico" e "pseudotecnologico", che può risultare ingannevole e pericoloso per l'utente non preparato sull'argomento. Il pericolo non si limita al danno economico derivato dall'eseguire esami o cure del tutto inutili, con apparecchiature che non possono oggettivamente realizzare nulla di quello che promettono; la vera problematica sanitaria associata è il ritardo di una corretta diagnosi o di una corretta terapia. Nei casi dove la tempistica dell'intervento produce la differenza tra scenari drammatici o la possibilità di soluzione della patologia, questo non è elemento di poco conto. In altri termini, è sbagliato pensare che questi dispositivi siano nella migliore delle ipotesi innocui.
La stessa tipologia di apparecchiature che viene bloccata dalle autorità competenti, si ripropone subito dopo sul mercato con piccole variazioni (generalmente il nome e qualche ritocco estetico), spesso utilizzando nuovi stratagemmi per eludere le normative. Uno stratagemma tipico è quello di passare dalla dicitura di "sistema diagnostico", quindi di dispositivo medico con obbligo di certificazione e verifica, a "sistema di pre-diagnosi", quindi di pseudo dispositivo medico senza alcun obbligo di verifica. In questo modo pur continuando a "suggerire" ed evocare possibili applicazioni di diagnosi e cura, il dispositivo può essere venduto come un qualsiasi elettrodomestico, di pari inesistenti capacità "diagnostiche" e "curative".